# Jupiter's Legacy (seriál)
Jupiter's Legacy je americký superhrdinský televizní seriál vytvořený Stevenem S. DeKnightem podle stejnojmenného komiksu od Marka Millara a Franka Quitelyho, který měl premiéru 7. května 2021 na Netflixu. V hlavních rolích se objevili Josh Duhamel, Ben Daniels, Leslie Bibb, Elena Kampouris, Andrew Horton, Mike Wade a Matt Lanter. V červnu 2021 byl seriál po jedné zveřejněné řadě zrušen.

## Synopse
Jupiter's Legacy sleduje příběh prvních superhrdinů na světě, kteří dostali své schopnosti ve 30. letech 20. století. V současnosti jsou ctěnými staršími strážci, ale jejich supermocné děti se snaží dostát legendárním výkonům svých rodičů.

## Obsazení

### Hlavní role
- Josh Duhamel (český dabing: Dušan Kollár) jako Sheldon Sampson / Utopian – Gracin manžel, Walterův mladší bratr a vůdce týmu superhrdinů známého jako Unie.
- Ben Daniels (český dabing: Ludvík Král) jako Walter Sampson / Brainwave – Sheldonův starší bratr.
- Leslie Bibb (český dabing: René Slováčková) jako Grace Sampsonová / Lady Liberty – Sheldonova manželka a jedna z nejmocnějších hrdinů na planetě.
- Andrew Horton (český dabing: Robin Pařík) jako Brandon Sampson / Paragon – syn Grace a Sheldona.
- Elena Kampouris (český dabing: Sabina Rojková) jako Chloe Sampsonová – vzpurná dcera Grace a Sheldona.
- Mike Wade (český dabing: Václav Rašilov) jako Fitz Small / Flare – jeden z nejoceňovanějších členů Unie.
- Matt Lanter (český dabing: Roman Říčař) jako George Hutchence / Skyfox – Sheldonův nejbližší spojenec, než se obrátil proti němu a zbytku jeho týmu v Unii.

### Vedlejší role
- Tenika Davis (český dabing: Týna Průchová) jako Petra Smallová / Flare II – Fitzova dcera.
- Ian Quinlan (český dabing: Oldřich Hajlich) jako Hutch Hutchence – Georgeův syn který se svým gangem používá teleportační tyč ke spáchání trestného činu.
- Meg Steedle (český dabing: Zuzana Kajnarová) jako Jane – Sheldonova bývalá snoubenka.
- Richard Blackburn jako Chester Sampson – otec Sheldona a Waltera.
- Tyrone Benskin (český dabing: Otmar Brancuzský) jako Willie Small – Fitzův otec a pracovník v Chesterově továrně.
- Gracie Dzienny jako Ruby Red – superhrdinka, která dokáže kolem sebe a Brandonovy ex-přítelkyně vytvořit psionické brnění.
- Aiza Ntibarikure jako Sierra / Ectoplex – superhrdinka, která má schopnosti založené na plazmě.
- Tyler Mane (český dabing: Bohdan Tůma) jako Blackstar – superpadouch s jaderným pohonem.
- David Julian Hirsh (český dabing: Tomáš Novotný) jako Richard Conrad / Blue Bolt – člen původní Unie, který jako první použil silovou tyč.
- Conrad Coates jako kapitán Borges – kapitán lodi, kterou Sheldon používá k cestě po Atlantiku v roce 1933.
- Kara Royster (český dabing: Anežka Šťastná) jako Janna Croftová / Ghostbeam – přátelská superhrdinka a Chloeina stará kamarádka.

### Hostující role
- Sharon Belle (český dabing: Týna Průchová) jako Iron Orchid – superpadouch, který používá motorový oblek k vyloupení bank.
- Stephen O'Young (český dabing: Týna Průchová) jako Barry Bishop / Tectonic – superhrdina, který dokáže generovat vibrace a ovládat Zemi, a Brandonův nejlepší přítel.
- Gregg Lowe (český dabing: Kryštof Dvořáček) jako Briggs / Flaming Fist – superhrdina s pyrokinetickými schopnostmi a jeden z Brandonových dlouholetých přátel. Je zabit během řádění klonu Blackstar.
- Hutchův gang:
  - Humberly González (český dabing: Malvína Pachlová) jako Gabriella Zavala / Neutrino – členka Hutchova gangu, která má elektrokinetické schopnosti.
  - Jess Salgueiro jako Jacinda Dos Santos / Shockwave – Gabriellina přítelkyně, která může vystřelovat rázové vlny z jejích rukou.
  - Morgan David Jones (český dabing: Petr Neskusil) jako Jack Frost – kryokinetický člen Hutchova gangu.
- Robert Maillet (český dabing: Bořek Slezáček) jako Big Man– mocný pán zločinu, pro kterého Hutch pracoval, než ho zabil.
- Kurtwood Smith (český dabing: Luděk Čtvrtlík) jako Miller – muž s podobnými halucinacemi jako má Sheldon, kterého potkal po dlouhém hledání.
- Franco Lo Presti (český dabing: Pavel Dytrt) jako Nick– muž se schopnostmi deformace času, který svedl Chloe v naději, že se dostane do Unie.
- Jake Lewis jako Jay / Volcaner – superhrdina moderní generace, který dokáže vytvářet a manipulovat s lávou.
- Paul Amos (český dabing: Vojtěch Hájek) jako doktor Barnabas Wolfe – létajíci muž se schopnostmi deformace hmoty.
- Nigel Bennett (český dabing: Petr Pospíchal) jako doktor Jack Hobbs – jeden ze starých nepřátel Utopiana, který nyní slouží jako jeho uvězněný terapeut.
- Anna Akana (český dabing: Kristýna Skružná) jako Raikou – hrdinka se dvěma meči.
- Nabil Rajo (český dabing: Vilém Udatný) jako Axmed

## Seznam dílů
| Č. v seriálu | Č. v řadě | Původní název                     | Český název                     | Režie                | Scénář                | Premiéra na Netflixu |
| ------------ | --------- | --------------------------------- | ------------------------------- | -------------------- | --------------------- | -------------------- |
| 1            | 1         | By Dawn's Early Light             | Za ranních červánků             | Steven DeKnight      | Steven DeKnight       | 7. května 2021       |
| 2            | 2         | Paper and Stone                   | Papír a kámen                   | Steven DeKnight      | Henry G.M. Jones      | 7. května 2021       |
| 3            | 3         | Painting the Clouds With Sunshine | Mráčky se zabarví do sluníčkova | Christopher J. Byrne | Morenike Balogun Koch | 7. května 2021       |
| 4            | 4         | All the Devils Are Here           | U všech čertů                   | Christopher J. Byrne | Akela Cooper          | 7. května 2021       |
| 5            | 5         | What's the Use?                   | K čemu to je?                   | Charlotte Brandstrom | Kate Barnow           | 7. května 2021       |
| 6            | 6         | Cover Her Face                    | Zakryj jí tvář                  | Charlotte Brandstrom | Sang Kyu Kim          | 7. května 2021       |
| 7            | 7         | Omnes Pro Uno                     | Omnes pro uno                   | Marc Jobst           | Julia Cooperman       | 7. května 2021       |
| 8            | 8         | How it All Ends                   | Jak to všechno končí            | Marc Jobst           | Steven DeKnight       | 7. května 2021       |

## Produkce

### Vývoj
Dne 18. července 2018 bylo oznámeno, že Netflix objednal produkci osmidílné první řady nového televizního seriálu. Seriál vytvořil Steven S. DeKnight, který se stal společně s Lorenzem di Bonaventurou a Danem McDermottem výkonným producentem. Dne 16. září 2019 bylo potvrzeno, že kvůli kreativním rozdílům odešel DeKnight z postu showrunnera seriálu během produkce první řady. V listopadu 2019 bylo oznámeno, že roli showrunnera převzal po odchodu DeKnighta Sang Kyu Kim. Dne 2. června 2021 bylo ohlášeno, že kvůli rozpuštění hereckého obsazení nebude seriál pokračovat. Mark Millar, který je výkonným producentem seriálu, uvedl, že věří „v pozdější návrat“. Jedním z důvodů ukončení seriálu bylo nahrazení Knighta na postu showrunnera během produkce, dalším pak byly problémy s rozpočtem.

### Casting
V únoru 2019 byli do hlavních rolí seriálu obsazeni Josh Duhamel, Ben Daniels, Leslie Bibb, Elena Kampouris, Andrew Horton, Mike Wade a Matt Lanter. V dubnu 2019 bylo oznámeno, že Tenika Davis byla obsazena do vedlejší role. V srpnu téhož roku byl Chase Tang obsazen do role superpadoucha. V září 2020 byla Anna Akana obsazena do vedlejší role.

### Natáčení
Natáčení první řady bylo původně naplánováno na začátek května 2019. Začalo však až 2. července v Torontu v Kanadě a skončilo 24. ledna 2020. Dodatečné přetáčky probíhaly v lednu 2021.

## Vydání
Dne 24. února 2021 byl vydán teaser k seriálu. Dne 7. dubna 2021 Netflix zveřejnil oficiální trailer, ve kterém zazněla píseň „Play God“ britského písničkáře Sama Fendera. Seriál měl premiéru 7. května 2021.